# チャールズタウン (ロードアイランド州)
チャールズタウン（英: Charlestown）は、アメリカ合衆国ロードアイランド州のワシントン郡にある町。人口は7,997人（2020年）。

## 歴史
チャールズタウンはイングランド国王チャールズ2世にちなんで命名され、1738年に町として法人化された。当初は西にあるウェスタリー町の一部だった。町となった後の1747年に分割され、ポーカタック川より北にある部分はリッチモンド町となった。

## 地理
アメリカ合衆国国勢調査局に拠れば、市域全面積は59.3平方マイル (154 km2)であり、このうち陸地36.8平方マイル (95 km2)、水域は22.5平方マイル (58 km2)で水域率は37.86%である。
チャールズタウンの西はウェスタリーに、北はリッチモンドに、北西はホプキントン、東はサウスキングスタウンの各町に接している。

## 人口動態
以下は2000年の国勢調査による人口統計データである。
| 基礎データ - 人口: 7,859 人 - 世帯数: 3,178 世帯 - 家族数: 2,278 家族 - 人口密度: 82.4人/km2（213.3 人/mi2） - 住居数: 4,797 軒 - 住居密度: 50.3軒/km2（130.2 軒/mi2） 人種別人口構成 - 白人: 96.26% - アフリカン・アメリカン: 0.38% - ネイティブ・アメリカン: 1.26% - アジア人: 0.61% - 太平洋諸島系: 0.03% - その他の人種: 0.53% - 混血: 0.93% - ヒスパニック・ラテン系: 1.11% | 年齢別人口構成 - 18歳未満: 21.8% - 18-24歳: 6.3% - 25-44歳: 29.4% - 45-64歳: 28.0% - 65歳以上: 14.5% - 年齢の中央値: 41歳 - 性比（女性100人あたり男性の人口） - 総人口: 98.2 - 18歳以上: 98.5 世帯と家族（対世帯数） - 18歳未満の子供がいる: 28.3% - 結婚・同居している夫婦: 60.4% - 未婚・離婚・死別女性が世帯主: 7.8% - 非家族世帯: 28.3% - 単身世帯: 21.8% - 65歳以上の老人1人暮らし: 8.1% - 平均構成人数 - 世帯: 2.46人 - 家族: 2.88人 | 収入と家計 - 収入の中央値 - 世帯: 51,491米ドル - 家族: 56,866米ドル - 性別 - 男性: 40,616米ドル - 女性: 29,474米ドル - 人口1人あたり収入: 25,642米ドル - 貧困線以下 - 対人口: 5.1% - 対家族数: 3.0% - 18歳未満: 4.7% - 65歳以上: 4.7% |

## 町政府
チャールズタウン町政府は5人の委員による町政委員会が指導している。委員会は議長が主宰している。教育管理のために隣接するリッチモンドおよびホプキントン町と共にチャリホ地域教育学区のメンバーになっている。

## 政治
チャールズタウンにはナラガンセット族インディアンの本部があり、その保留地がある。

## 公園とレクリエーション
元チャールズタウン海軍航空補助基地だったところが現在ニニグレット公園としてチャールズタウン町内にある。現在は小さなビーチフロント、自転車トラック、スポーツ場、テニスコートなどのあるレクリエーション・スポーツの会場として極めて人気がある。これらの面と共に、フロスティ・ドルー自然センターと天文台もある。ニニグレット公園は、チャールズタウン・シーフード祭、ビッグアップル・サーカス、リズム・アンド・ルーツ音楽祭などチャールズタウン町内で開催される大型行事の大半にも使われている。
チャールズタウンには、幾つかビーチがあり、「ロードアイランド州でも最良に保たれている秘密」と表現されることが多い。隔絶され、損なわれておらず、砂の多いビーチは観光客に多くのアウトドア活動を楽しむ機会を提供し、あるいは日光の下でリラックスできる時間を提供している。これらビーチの幾らかは「ブルー・シャッターズ町営ビーチ」や「チャールズタウン町営ビーチ」など町が運営する地域と、「イーストビーチ州営ビーチ」や「チャールズタウン・ビーチウェイ州営ビーチ」など州が運営する地域がある。
バーリンゲイム州立公園とキャンプ場はその全体がチャールズタウンの町内にある。キャンプ場は広さ3,100エーカー (12.4 km²) の岩のある森であり、ウォッチオーグ池を囲んでいる。この公園での活動として、755か所のキャンプ場、釣り、水泳、ピクニック、ボート乗り、ハイキングがある。ポーカタック川に接するバックアイ・ブルック道路の北では、主に狩猟に使われている。

## シーフード祭
チャールズタウン商工会議所が毎年8月の第1週末にシーフードとロブスターの祭りを開催している。地元企業が様々なシーフードの屋台を出。シーフード祭は1988年、1996年、2008年にアメリカ・ツアーバス協会からアメリカの行事100傑の1つに選ばれてきた。

## ロケットの実験
1965年から北緯41度22分 西経71度40分 / 北緯41.367度 西経71.667度から探査ロケットが打ち上げられてきた。最大のものは日食を観測するために1965年5月30日に行われたものだった。

## 国家歴史登録財
- バブコック邸
- 学校舎地区第2（1838年）
- ニニグレット砦
- フォスターコーブ考古学遺跡
- ナラガンセット族歴史的集落
- インディアン埋葬地
- ジョセフ・ジェフリー邸
- シャノック歴史地区
- シェフィールド邸（1700年）
- ジョセフ・スタントン邸（1739年）